# Ізвор (Софійська область)
Ізво́р (болг. Извор) — село в Софійській області Болгарії. Входить до складу общини Сливниця.

## Населення
За даними перепису населення 2011 року у селі проживали 135 осіб, усі — болгари.
Розподіл населення за віком у 2011 році:
Динаміка населення: